# Jacques Goüin
 (mars 2022).
Si vous disposez d'ouvrages ou d'articles de référence ou si vous connaissez des sites web de qualité traitant du thème abordé ici, merci de compléter l'article en donnant les références utiles à sa vérifiabilité et en les liant à la section « Notes et références ».
Pour les autres membres de la famille, voir Famille Goüin.
Jacques Goüin est un banquier et aviateur français durant la Première Guerre mondiale, né à Saint-Fiacre-sur-Maine le 18 août 1887 et mort pour la France abattu en vol le 25 avril 1917 dans la Meuse.

## Biographie
Jacques-Marie Goüin naît le 18 août 1887 à Saint-Fiacre-sur-Maine, commune où sa famille possédait le manoir de la Cantrie. Il est le fils d'Alexandre-Jules Goüin (1846), banquier et magistrat, et d'Estelle-Suzanne Lagarde, ainsi que l'arrière petit-fils d'Édouard Goüin et le petit-fils de l'homme de lettres Pierre-Hildevert Lagarde.
Jacques Goüin suit ses études au collège Saint-Grégoire entre 1890 et 1900 et poursuit la voie familiale en devenant banquier.
Au début de la Guerre, il s'engage dans l'armée et débute dans la cavalerie. Le 14 septembre 1914, il assiste à la retraite de la Marne, puis au mois de décembre suivant, il prend part à la formation du groupe à pied de sa division. Il est cité à l'ordre de la division lors de son passage aux tranchées de la Somme.
En juin 1915, alors lieutenant au 24e régiment de dragons, il devient officier-observateur au sein de l'escadrille 23 (en), qui a notamment vu passer Roland Garros, Maxime Lenoir, Eugène Gilbert, Jean Casale, Marcel Brindejonc des Moulinais, André Bobba, Marc Pourpe, Théophile Ingold, Armand Pinsard, etc. Sous les ordres du capitaine Louis Robert de Beauchamp, dont il devient l'ami intime et le frère d'armes, il abat un de ses adversaires le 10 octobre 1915 en Champagne.
Il effectue de nombreuses missions de reconnaissance, notamment durant la bataille de Verdun. Son action lui vaut d'être décoré de la Légion d'honneur en avril 1916. Il sera également décoré de la croix de guerre avec deux palmes et une étoile et de citations à l'ordre de la division et de l'armée.
Le 23 avril 1917, lors d'une mission, Jacques Goüin se retrouve face à trois avions ennemis. Il réussit à en abattre deux mais est mortellement blessé en vol d'une balle dans le poumon. Il succombe à ses blessures le lendemain. Il est inhumé à Verdun, dans la nécropole nationale du Faubourg-Pavé, auprès du capitaine de Beauchamp.

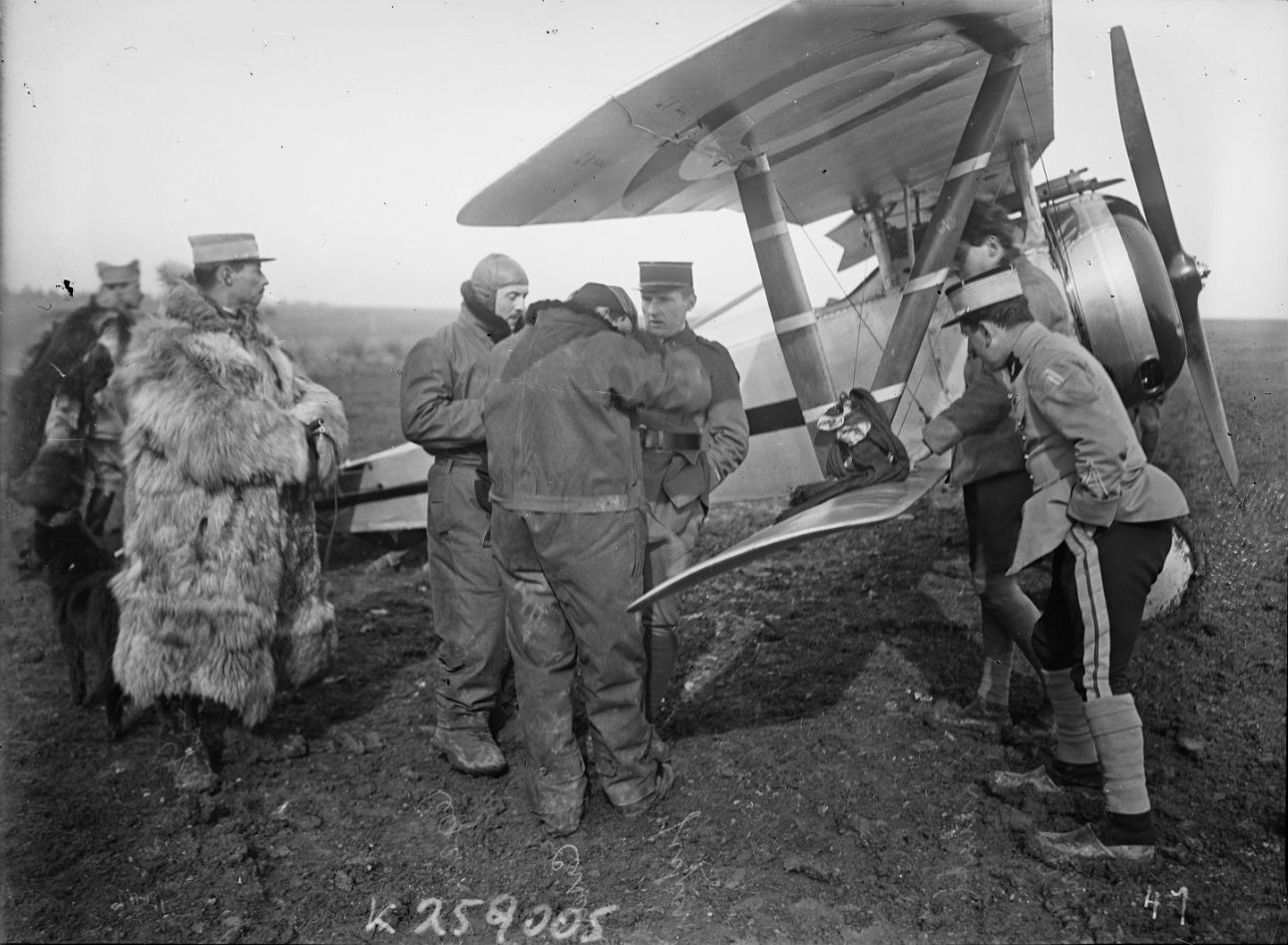
L'escadrille N23 : Jacques Goüin (à gauche), Legendre, Jean Casale, Jupin, Sabatier et Laplace.
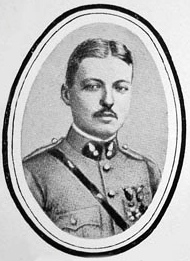
Portrait de Jacques Goüin.

## Distinctions
- Chevalier de la Légion d'honneur
- Croix de guerre 1914–1918 (2 palmes, 1 étoile d'argent, citations à l'ordre de la division et de l'armée)
- Jacques Goüin est déclaré Mort pour la France

## Pour approfondir